# کفشک بیدی
کفشک بیدی (نام علمی: Tanakius kitaharae) نام یک گونه از تیره کفشک‌ماهیان راست‌روی است.